# 질 빌뇌브 서킷
질 빌뇌브 서킷(서킷 질 빌뇌브, Circuit Gilles Villeneuve)는 캐나다 퀘벡주 몬트리올 노트르담 아일랜드에 위치한 자동차 경주로이다. FIA 포뮬러 원 캐나다 그랑프리가 개최되는 곳으로 과거 FIA 월드 스포츠카 챔피언십, 챔프 카 월드 시리즈, NASCAR 핀티 시리즈, NASCAR 엑스피티니 시리즈 등을 개최했다.
1978년 일 노트르담 서킷(Île Notre-Dame Circuit)으로 개장하였으며, 1982년 졸더르 서킷에서 열린 벨기에 그랑프리 예선에서 사고로 사망한 캐나다의 포뮬러 원 드라이버 질 빌뇌브를 기리기 위해 현재의 이름이 되었다.

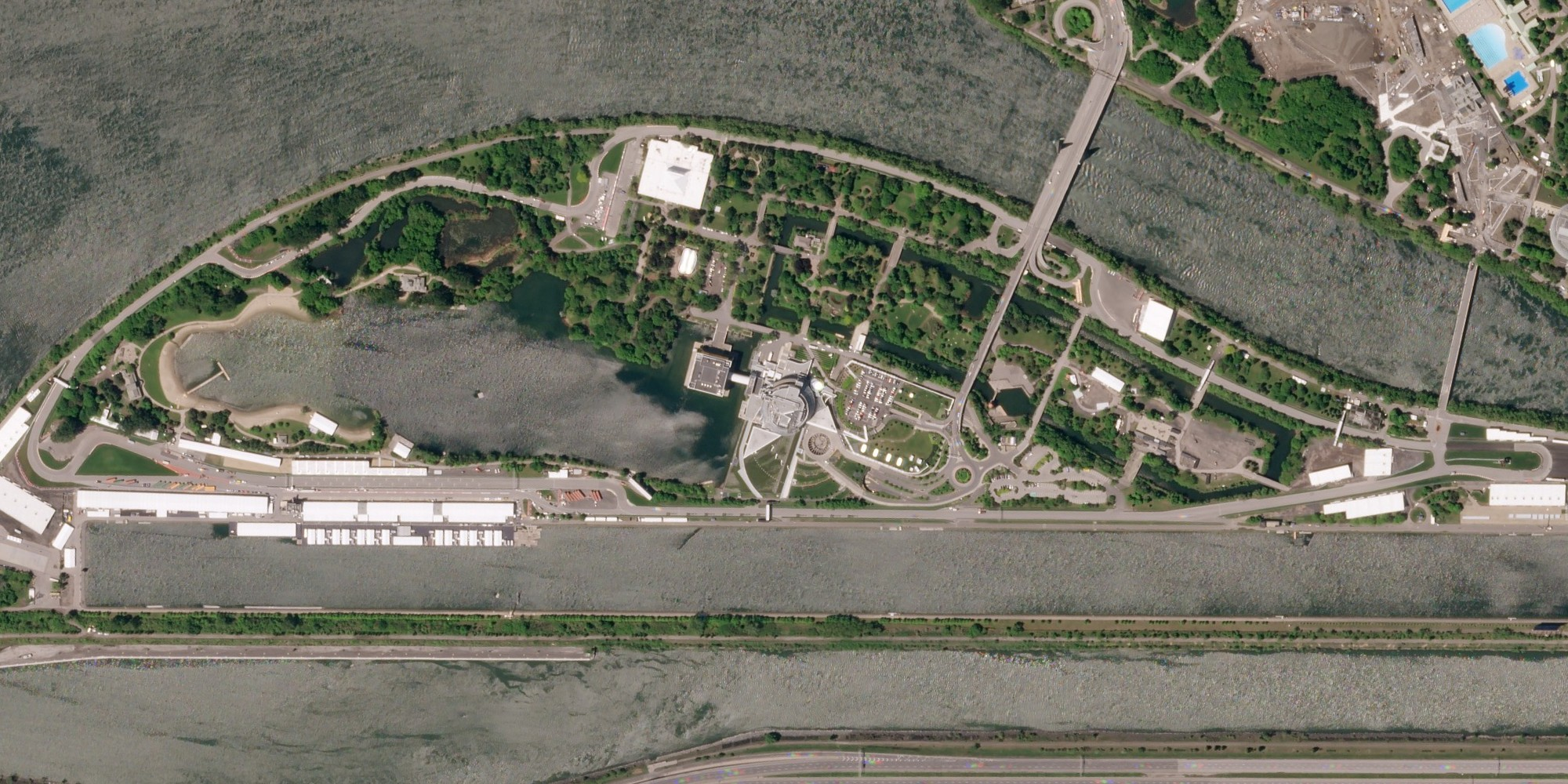
2018년 촬영한 질 빌뇌브 서킷의 항공사진